# 冰球

2006年都灵冬奥会中意大利球员与瑞典球员在比赛中争抢球权

冰球（英語：Ice hockey）又稱，在北美（加拿大和美國）和部分欧洲国家（如拉脫維亞和瑞典）则直接稱為“曲棍球”（hockey），是一項在滑冰场上進行的接触性團隊運動，参赛选手穿着溜冰鞋在滑冰过程中用末端弯曲的球棍把一个硫化橡胶圆盘（冰球）打進對手球門作为得分方式。
作为一种冬季运动，冰球主要盛行於有低温冰雪条件的寒带和亚寒带地区，比如北美北部（加拿大和美國北部）和较为寒冷的北欧、中欧和东欧地區（俄羅斯、芬兰、瑞典、捷克和斯洛伐克），但因为现在室内人工溜冰场和洗冰车的普及已经扩展到许多温带和亚热带地区。冰球是冬季奧林匹克運動會的重点比賽項目之一和北美四大職業運動之一，在加拿大与袋棍球分別是冬季國球和夏季國球。

## 比賽規則

冰球場的布局

冰球场为圆角长方形，周边有隔板围栏封闭。国际冰球联合会（IIHF）和冬奥会的冰场尺寸为长度60（200英尺）、宽度30（98英尺）、角弧半径8.5（28英尺）。北美国家冰球联盟（NHL）的赛场则更为狭长，长200英尺（61）、宽85英尺（26）、角弧半径28英尺（8.5）。
冰球的球门位于赛场末端围栏前方的门线中央——IIHF规则的门线距离围栏4（13英尺），NHL则是11英尺（3.4）。两种规则的球门尺寸都是宽180（5.9英尺）、高120（3.9英尺）、纵深100（3.3英尺）。
冰球场除了两端的两条门线和场中央的一条中线（三条都是红线）以外，还有两条距离末端围栏75英尺（23）的蓝线，将整个赛场分为三个区域。根据比赛队伍的球门位置，这三个区域通常被称作“攻區”、“中區”和“守區”。
每隊上场共有六人，分别是守門員（Goaltender，简称Goalie）一名、翼鋒（Winger）两名、中鋒（Centerman）一名、後衛（Defenseman）两名。翼鋒與中鋒合稱前鋒（forward），兩名翼鋒與1名中鋒的配搭則構成1組進攻線（line），而2位後衛則組成一組防守組（defense pair）。IIHF规则规定每一队可以有二十人加两个守门员。NHL则是十八人加两名守门员。一般NHL的配备是每队由四组前锋队员加上三组后卫队员。
每場比賽分三局，每局20分鐘。設1名裁判，2名邊線裁判，場外有2名監門員，還有1名計時員，1名計罰計時員和1名記分員。
國際冰聯將聯盟下的會員分為三級，A級可參加世界錦標賽和奧運。
在NHL规则中，如其中一隊球員在比賽過程中犯規，裁判有權對該球員暫時罰離場，輕則兩分鐘，重則五分鐘，有時甚至有重罰十分鐘。被罰的球員會被安排自球場邊的判罰室（Penalty Box）。該種判罰会造成对方暂时拥有“以眾敵寡”的数量优势，使其处于强势比赛（Power Play）的状态。如果在这段时间内优势一方有进球得分，强势状态就会結束，对方被罰的球員可以返回球場。但如果是十分鐘的重罰，即使對方得分，被罰的球員仍然要留在判罰室直至十分鐘完結。
比赛中允许用身体将对方球员暂时撞到球场周围的护板上以延缓其行动。然而更大尺度的肢体动作或者以球棒打到对手身上一般都会被判作犯规。在IIHF规则中，“比赛中，运动员可以用肩、胸、臀冲撞对方控球队员，但不得滑行三步以上或跳起来进行冲撞，也不得从背后或距离界墙3米以内向界墙方向猛烈冲撞，否则就是非法冲撞。”而“用手推人、抱人，用腿绊人，用肘顶人，用杆钩人、绊人，横杆推阻，将杆举过肩部以上，持坏杆参加比赛，向场外投掷球杆，用杆打人，用杆头刺人或杵人”是常见的犯规动作。
另外有1個相似的冰上運動班迪球（Bandy），與五人制冰上曲棍球使用的裝備器具雖然相似，但是無論場地尺寸和運動規則都有所不同。
冰球比賽最終結果沒有平局，如果常規時間平局，將進入加時賽。如果加時賽有人突然进球，則算是“突然死亡”，比賽結束。如果加時賽依舊平局，則進入點球大戰。

## 資料來源
- Asia League Ice Hockey 官方網站（頁面存檔備份，存於互聯網檔案館）
- 中國冰球協會網（頁面存檔備份，存於互聯網檔案館）（中文）
- NHL（頁面存檔備份，存於互聯網檔案館）（英文）（法文）

## 外部連結
- Asia League Ice Hockey 官方網站（页面存档备份，存于）
- 中国冰球协会网（页面存档备份，存于）（中文）
- NHL（页面存档备份，存于）（英文）（法文）
- 国际冰球联合会 （页面存档备份，存于）